# جان سموتس

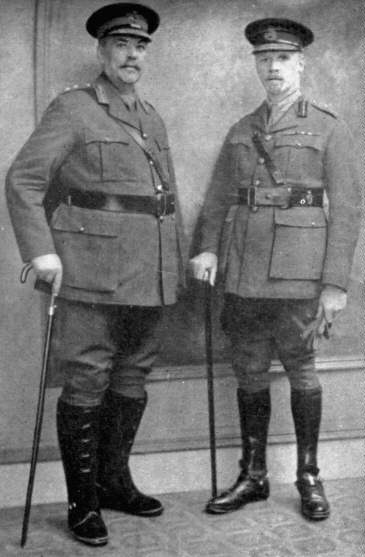
جان سموتس

جان سموتس (بالأفريقانية: Jan Christiaan Smuts)‏ هو رئيس وزراء سابق لجنوب أفريقيا. ولد لعائلة غنية من المستعمرين البيض في جنوب إفريقيا في كيب تاون في 24 مارس عام 1870م وكان والده هولنديا. وكانت عائلته تمتلك مزرعة كبيرة في جنوب إفريقيا لكن الابن لم يكن مهتما بالزراعة ولا بإدارة شئون المزرعة مما أثار غضب والده. واتجه إلى دراسة القانون في إنجلترا ثم عاد إلى جنوب إفريقيا لينضم إلى الجيش في جنوب إفريقيا الذي فتح أمامه الباب لممارسة السياسة. وأصبح رئيسا لوزراء جنوب إفريقيا خلال الفترة من عام 1919م حتى عام 1924م ثم من عام 1939م حتى عام 1948م. توفى في 11 سبتمبر 1950.

## روابط خارجية
- جان سموتس على موقع الموسوعة البريطانية (الإنجليزية)
- جان سموتس على موقع مونزينجر (الألمانية)
- جان سموتس على موقع ميوزك برينز (الإنجليزية)
- جان سموتس على موقع إن إن دي بي (الإنجليزية)